# كارلوس أمانو
كارلوس أمانو (باليابانية: 天野 理恵子) هي مصارعة محترفة يابانية، ولدت في 16 مارس 1976 في شيميزو ‏ في اليابان.

## وصلات خارجية
- كارلوس أمانو على موقع شيردوغ (الإنجليزية)
- كارلوس أمانو على موقع CageMatch worker (الإنجليزية)
- كارلوس أمانو على موقع قاعدة بيانات المصارعة على الإنترنت (الإنجليزية)